# Cornelius Marius Kan
Cornelius Marius Kan (Groningen, 18 maart 1837 - Utrecht, 22 maart 1919) was een Nederlands geograaf en de eerste hoogleraar geografie in Nederland.
Hij studeerde klassieke letteren aan de Universiteit van Groningen en promoveerde op een proefschrift over de Griekse schrijver Euhemerus. Na als conrector gewerkt te hebben op de gymnasia van respectievelijk Winschoten en Middelburg, aanvaardde hij op verzoek van Thorbecke een positie als leraar aardrijkskunde en geschiedenis aan de Rijks HBS te Utrecht. In 1873 richtte met nog enkele anderen het Aardrijkskundig Genootschap (het latere Koninklijk Nederlands Aardrijkskundig Genootschap) op.
Het Aardrijkskundig Genootschap zette zich in de geografie een zelfstandige positie te geven aan de Nederlandse universiteiten. Deze ijver werd beloond in 1876 bij de Hogeronderwijswet, zij het dat de geografie daar gesplitst werd in een ‘physische aardrijkskunde’ en een ‘politische aardrijkskunde’.
Mede op aandringen van het Aardrijkskundig Genootschap, waarvan Kan secretaris was, stelde de gemeente Amsterdam een leerstoel aardrijkskunde in aan de Universiteit van Amsterdam. In 1877 werd Kan benoemd tot ‘hoogleraar in de politische aardrijkskunde, de physische aardrijkskunde en de land- en volkenkunde van den Oost-Indischen Archipel’. Een zeer brede leeropdracht waarin de splitsing tussen fysische en politische geografie nog niet zichtbaar was en waarin bovendien het koloniale belang doorklonk.
Kan zag de geografie als een toegepaste wetenschap van belang voor de opleiding van vooral leraren aardrijkskunde (meer specifiek voor de akte M.O. Aardrijkskunde) en koloniale ambtenaren. Concreet geografisch onderzoek met veldwerk verrichtte hij niet. Zijn brede kennis stoelde op een grote belezenheid van o.a. de Duitse geografische literatuur. Zijn grote verdiensten liggen daarom op het gebied van het onderwijs. In zijn opvattingen over geografie ziet men de invloeden van Duitse geografen als Friedrich Ratzel, Alfred Hettner en Ferdinand von Richthofen. Zijn belangrijkste boek is de ‘Handleiding bij de beoefening der economische aardrijkskunde of vergelijking der landen als staten op aardrijkskundigen grondslag’ verscheen in 1912. Centraal daarin stond de wisselwerking tussen mens en natuurlijke omgeving.
Kan had weinig affiniteit met fysische geografie (hij was immers van oorsprong classicus). Zijn belangstelling ging veel meer uit naar de land- en volkenkunde en aan het einde van zijn hoogleraarschap legde hij meer en meer nadruk op de etnografie. Bij zijn emeritaat in 1907 werd op zijn advies besloten zijn leeropdracht te splitsen. Hij had naar zijn zeggen ervaren dat het niet mogelijk was zo’n breed terrein alleen te behandelen. Er kwam zo een fysisch-geografisch georiënteerde leerstoel waarop de beroemde Eugène Dubois werd benoemd en voor het meer ‘sociale deel’ kwam er een leerstoel waarop Sebald Rudolf Steinmetz werd benoemd. Deze laatste boog de Amsterdamse geografie om naar een sociografie.

## Trivia
Cornelis Marinus Kan was een broer van Johannes Benedictus Kan Sr., de vader van minister Johannes Benedictus Kan en grootvader van cabaretier Wim Kan.
De Universiteit van Amsterdam noemde in 1997 een onderwijsinstituut naar hem: het C.M. Kan-Instituut voor onderwijs in de Geografie, Planologie en Internationale Ontwikkelingsstudies.